# Luis Fernández Portocarrero Bocanegra
Luis Fernández Portocarrero Bocanegra (m. 1528), I conde de Palma del Río, IX señor de esta villa, de Fuente el Álamo, Almenara y la Monclova, comendador de Azuaga en la Orden de Santiago, alcaide y alguacil mayor de Écija, Córdoba, Lora y Constantina, corregidor de Toledo y veinticuatro de Sevilla.

## Vida
Era hijo del VII señor de Palma del Río, Luis Fernández Portocarrero, gran capitán de las tropas castellano-aragonesas destacadas en Italia (1502), y su segunda esposa, Francisca Manrique de Figueroa.  El 22 de noviembre de 1507, por cédula expedida desde Burgos, la reina Juana le concedió el título de conde de Palma del Río.
En 1517, Carlos I lo nombró corregidor de Toledo. Permaneció en su puesto hasta el 17 de diciembre de 1519, cuando fue relevado ante la tibieza que había demostrado para frenar la oposición del ayuntamiento a las políticas monárquicas. Ni bien finalizado su mandato, varios regidores y jurados, representados por Hernando de Silva, solicitaron a la Corona el inicio de un juicio de residencia contra él, puesto que consideraban que había sido designado «en contra de la ley y la costumbre». Las acusaciones gravitaban en torno a un claro conflicto de intereses: su enlace con Leonor de la Vega lo convertía en cuñado de un regidor, Pero Laso de la Vega, a quien parece que intentó favorecer en el nombramiento de la procuración a Cortes. Además, los querrellantes afirmaban que el conde proveía con parcialidad ciertos oficios de justicia, que era arbitrario en la convocatoria y reunión del regimiento, que no observaba con cuidado las ordenanzas de la ciudad y que había cometido graves irregularidades en el arrendamiento de las alcabalas.
Testó en Palma el 21 de julio de 1528 ante el escribano Pero Ximenez de Burgos, muriendo poco después. Fue sepultado en el monasterio de Santa María del Valle de Écija, donde tambíén yacían sus padres.

## Matrimonio y descendencia
Por capitulaciones matrimoniales del 20 de agosto de 1499, Luis casó, en primeras nupcias, con Leonor de la Vega y Girón, hija de Juan Téllez-Girón, II conde de Ureña y de Leonor Velasco de la Vega. Con ella tuvo dos hijos:
- Luis II Fernández Portocarrero Bocanegra, que sucedió en la casa como II conde de Palma del Río.[2]
- Leonor de la Vega, religiosa en el monasterio de Santa Clara de Palma del Río.[2]

Casó, en segundas nupcias, con Leonor de la Vega Guzmán, hija de Garci Lasso de la Vega, señor de los Arcos y comendador mayor de León, y de doña Sancha de Guzmán, señora de Batres. Con ella tuvo a:
- Antonio Fernández de Portocarrero, al cual le instituyó el mayorazgo de la Monclova, dándole los heredamientos de Ecija (concretamente, los donadíos de Don Rodrigo, el Batán y Prado Redondo) que fueron de su madre.[2]

- María Portocarrero, que casó con Luis de Guzmán y Córdoba, I marqués de Ardales y II conde de Teba.[8]